# Heard It All Before
Heard It All Before is het eerste studioalbum van jazz-zanger Jamie Cullum en werd in eigen beheer uitgegeven. Het album verscheen in 1999 op cd en duurt 51 minuten en 12 seconden.

## Tracks
1. "Old Devil Moon" (Yip Harburg, Burton Lane)
2. "They Can't Take That Away from Me" (George Gershwin, Ira Gershwin)
3. "Night and Day" (Cole Porter)
4. "My One and Only Love" (Guy Wood, Robert Mellin)
5. "Caravan" (Juan Tizol)
6. "I've Got You Under My Skin" (Cole Porter)
7. "Speak Low" (Kurt Weill, Ogden Nash)
8. "God Bless the Child" (Billie Holiday, Arthur Herzog Jr.)
9. "Love for Sale" (Cole Porter)
10. "Sweet Lorraine" (Cliff Burwell, Mitchell Parish)

## Muzikanten
- Jamie Cullum - piano en zang
- Raph Mizraki - basgitaar
- Julian Jackson - drums

## Productie
Het album werd geproduceerd door het Jamie Cullum Trio en ontwikkeld door Mark Lee. Het werd gemixt en gemasterd door SRT. Het albumdesign werd door Kate Monument gedaan. 